# Viktor Kassai
Viktor Kassai (* 10. září 1975) je maďarský fotbalový funkcionář a bývalý rozhodčí. Zúčastnil se Mistrovství světa ve fotbale 2010 a rozhodoval finále Ligy mistrů UEFA 2010/2011. Od roku 2003 byl plnohodnotným mezinárodním rozhodčím FIFA. Z pozice rozhodčího odešel 30. prosince 2019.

## Kariéra
Na Mistrovství světa ve fotbale do 20 let 2007 v Kanadě rozhodoval zápas skupinové fáze mezi Brazílií a Jižní Koreou a také zápas Argentina-Severní Korea.
Kassai byl rozhodčím na Mistrovství Evropy ve fotbale 2008 jako čtvrtý rozhodčí v několika zápasech. V tomto roce se zúčastnil také fotbalového turnaje na Letních olympijských hrách 2008, kde rozhodoval dva zápasy včetně finále.

### Mistrovství světa ve fotbale 2010
Kassai byl předběžně vybrán jako rozhodčí pro Mistrovství světa ve fotbale 2010. Rozhodoval v prvním utkání mezikontinentální baráže mezi Bahrajnem a Novým Zélandem.
5. července bylo oznámeno, že bude mít na starosti semifinále mezi Německem a Španělskem. Byl to jeho čtvrtý zápas na tomto turnaji. Jedná se o nejvíce prestižní zápas, který maďarský rozhodčí řídil od finále Mistrovství světa ve fotbale 1994, kde pískal Sándor Puhl.
Jeho první vystoupení na Mistrovství světa ve fotbale 2010 byl zápas skupinové fáze mezi Brazílií a Severní Koreou 15. června 2010, který Brazílie vyhrála 2:1. Rozhodoval dva zápasy ve skupinové fázi. Osmifinálový zápas Spojených států s Ghanou skončil po prodloužení a stal se prvním zápasem na turnaji, který tak skončil. Bylo to poprvé, co Ghana nebo Spojené státy hrály zápas mistrovství světa, který skončil v prodloužení.

### Finále Ligy mistrů UEFA 2010/11
Kassai v roce 2011 pískal ve finále Ligy mistrů UEFA na stadionu Wembley v Londýně, kde udělil dvě žluté karty na straně Barcelony (Dani Alves a Víctor Valdés) a také Manchesteru United (Antonio Valencia a Michael Carrick).

### Mistrovství Evropy ve fotbale 2012
Na Mistrovství Evropy ve fotbale 2012 řídil zápasy Španělska s Itálií a Anglie s Ukrajinou. Jednalo se o první mezinárodní turnaj, kde se na brankové čáře objevili další dva asistenti rozhodčího.

### Mistrovství světa ve fotbale klubů 2016
Dne 14. prosince 2016 se Kassai stal prvním rozhodčím, který nařídil penaltu po zhlédnutí videozáznamu během zápasu Mistrovství světa klubů, a to v semifinále Mistrovství světa klubů 2016 mezi Atléticem Nacional a Kašimou Antlers.

### Kariéra po konci kariéry rozhodčího
Dne 9. ledna 2020 byl jmenován vedoucím oddělení rozhodčích Ruského fotbalového svazu. Na svou funkci rezignoval dne 13. září 2021.
Dne 26. ledna 2022 byl Kassai jmenován vedoucím oddělení rozhodčích Bulharského fotbalového svazu. V této funkci byl do konce června 2023.

### Kontroverze
Kassai byl zapleten do dvou různých incidentů, a to v Lize mistrů UEFA 2016/17 a 2018/19.
Dne 18. dubna 2017 rozhodoval druhý zápas čtvrtfinále Ligy mistrů UEFA 2016/17 mezi Realem Madrid a FC Bayern Mnichov. Byl kritizován za špatná rozhodnutí, protože hvězda Realu Madrid Cristiano Ronaldo vstřelil dva góly, při kterých byl v ofsajdu. Byl také kritizován za to, že nevyloučil madridského hráče Casemira, zatímco Artura Vidala ano. Madrid vyhrál 4:2 po prodloužení a postoupil do semifinále.
Dne 7. listopadu 2018 Kassai rozhodoval zápas skupinové fáze Ligy mistrů UEFA 2018/19 mezi Manchesterem City a Šachtarem Doněck. V průběhu utkání nařídil penaltu pro domácí, když se ve vápně neúmyslně podrazil Raheem Sterling, přičemž mezi ním a obránci Šachtaru zjevně nedošlo k žádnému kontaktu. Penaltu proměnil Gabriel Jesus a Cityzens vyhráli 6:0.